# Piptospatha
Piptospatha, rod kozlačevki u tribusu Schismatoglottideae, dio potporodice Aroideae. Postoje 3 priznate vrste trajnica i rizomatskih geofita sa Sarawaka i Kalimantana, na otoku Borneo.
Piptospatha ridleyi N.E.Br. ex Hook.f. sinonim je za Kiewia ridleyi.

## Vrste
1. Piptospatha insignis N.E.Br.
2. Piptospatha remiformis Ridl.
3. Piptospatha repens H.Okada & Tsukaya